# Tilo Klette
Tilo Klette (Dresda, 16 dicembre 1977) è un ex cestista tedesco con cittadinanza austriaca.

## Palmarès
- Campionato austriaco: 1

Wels: 2008-09